# Śladów (województwo małopolskie)
Śladów – wieś w Polsce, położona w województwie małopolskim, w powiecie miechowskim, w gminie Słaboszów.
| SIMC    | Nazwa      | Rodzaj    |
| ------- | ---------- | --------- |
| 0268702 | Biała Góra | część wsi |
| 0268719 | Mokradle   | część wsi |

W latach 1975–1998 miejscowość położona była w województwie kieleckim.